# Ola de calor en Europa de junio de 2022
La ola de calor en Europa de junio de 2022 fue un episodio de calor extremo inusualmente temprano que afectó a Portugal, España, Francia, Suiza y el Reino Unido. En España y Francia, países afectados por la sequía, las altas temperaturas favorecieron la aparición de incendios forestales.

## Meteorología
La ola de calor se debió a una interacción entre las altas presiones que generan estabilidad atmosférica y el ciclón Álex, la fuerte insolación del verano boreal y una masa de aire procedente del norte de África, que penetró en la península ibérica cargada de polvo en suspensión y provocó calimas en el centro y sur peninsular.

## Desarrollo

### España

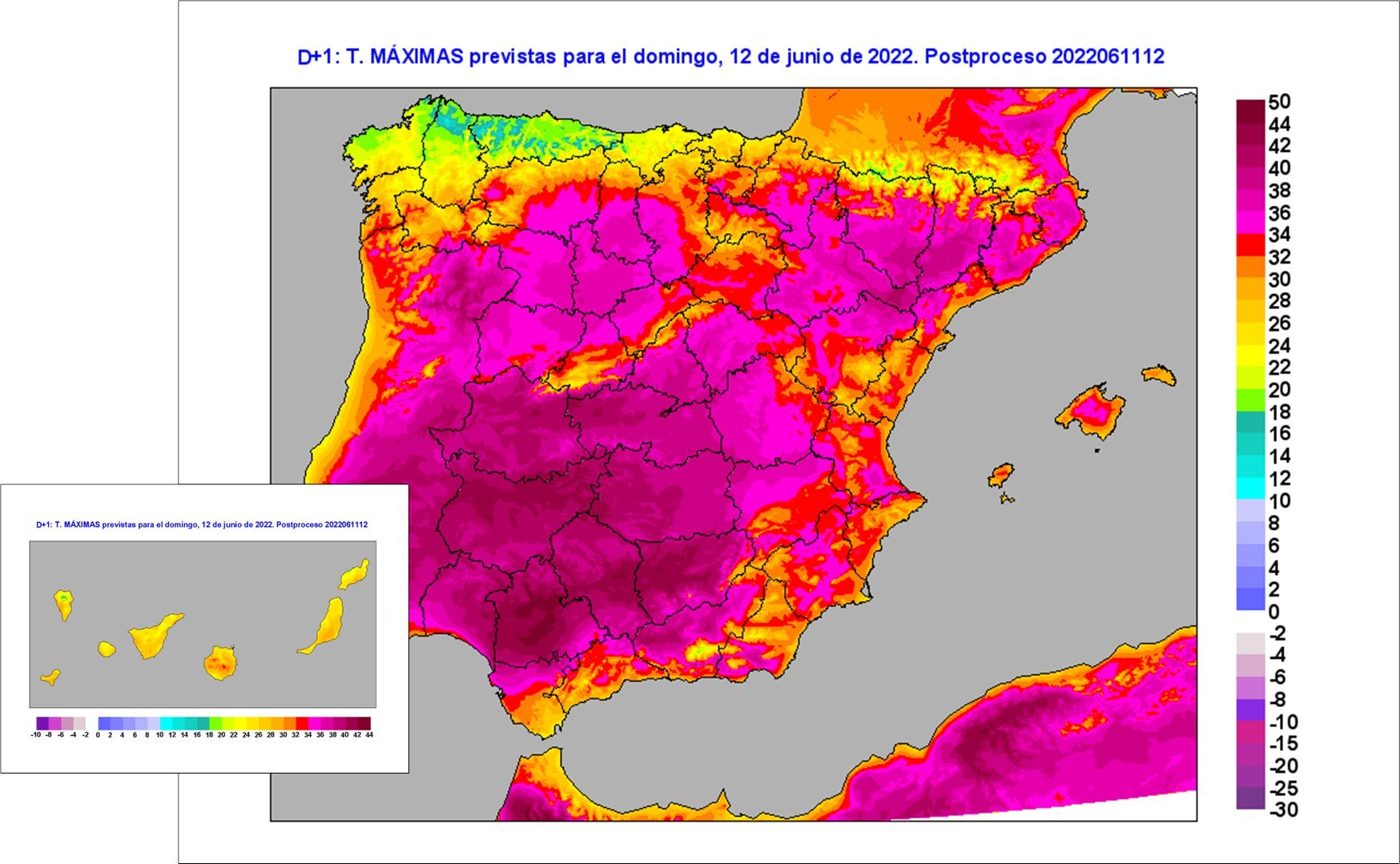
Previsión de las temperaturas máximas para el 12 de junio en la Península ibérica.

El aviso especial por las altas temperaturas fue activado por la Aemet el 10 de junio, pero tan solo para 12 provincias y con alertas amarillas en Aragón, Castilla-La Mancha, Cataluña, Extremadura y Madrid, y naranjas en Andalucía. En esta primera etapa, el calor inusual no afectó a las Islas Canarias, Galicia, el litoral del Cantábrico occidental y puntos del litoral mediterráneo peninsular. En un principio la Aemet pronosticó que la ola de calor duraría hasta el miércoles 15 de junio, sin descartar que pudiera continuar el resto de la semana.
El 11 de junio, ya se registraron temperaturas altas en el suroeste de la península, con 41 °C en Sevilla. También las alertas se mantuvieron activadas para Aragón, Castilla y León, Castilla-La Mancha, Cataluña y Madrid en nivel amarillo, y en naranja para Extremadura y Andalucía. Sin embargo, las condiciones meteorológicas no cumplían los criterios oficiales para dar inicio a la ola de calor.
El 12 de junio, los termómetros registraron 43,2 °C en Almadén (Ciudad Real), el valor más alto del día de inicio oficial de la ola de calor. También se registraron temperaturas por encima de los 40 °C en 47 estaciones de la red de Aemet. Así mismo, la agencia emitió el aviso especial número 3/2022 con información acerca del fenómeno, su pronóstico y notificó el comienzo del plan nacional de actuaciones preventivas de los efectos del exceso de temperaturas sobre la salud con un mapa de asignación de niveles. En la provincia de Almería, un hombre de 62 años falleció tras desvanecerse y presentar síntomas de deshidratación mientras hacía senderismo en el camino de las Antenas, cerca del Tótem de Aguadulce.
El 13 de junio, Aemet anunciaba, en su reporte oficial, una posible fecha de finalización de la ola de calor para el jueves 16, aunque matizando que «debido al comportamiento de una dana que se situará en Madeira y cuya evolución no se puede determinar con precisión».

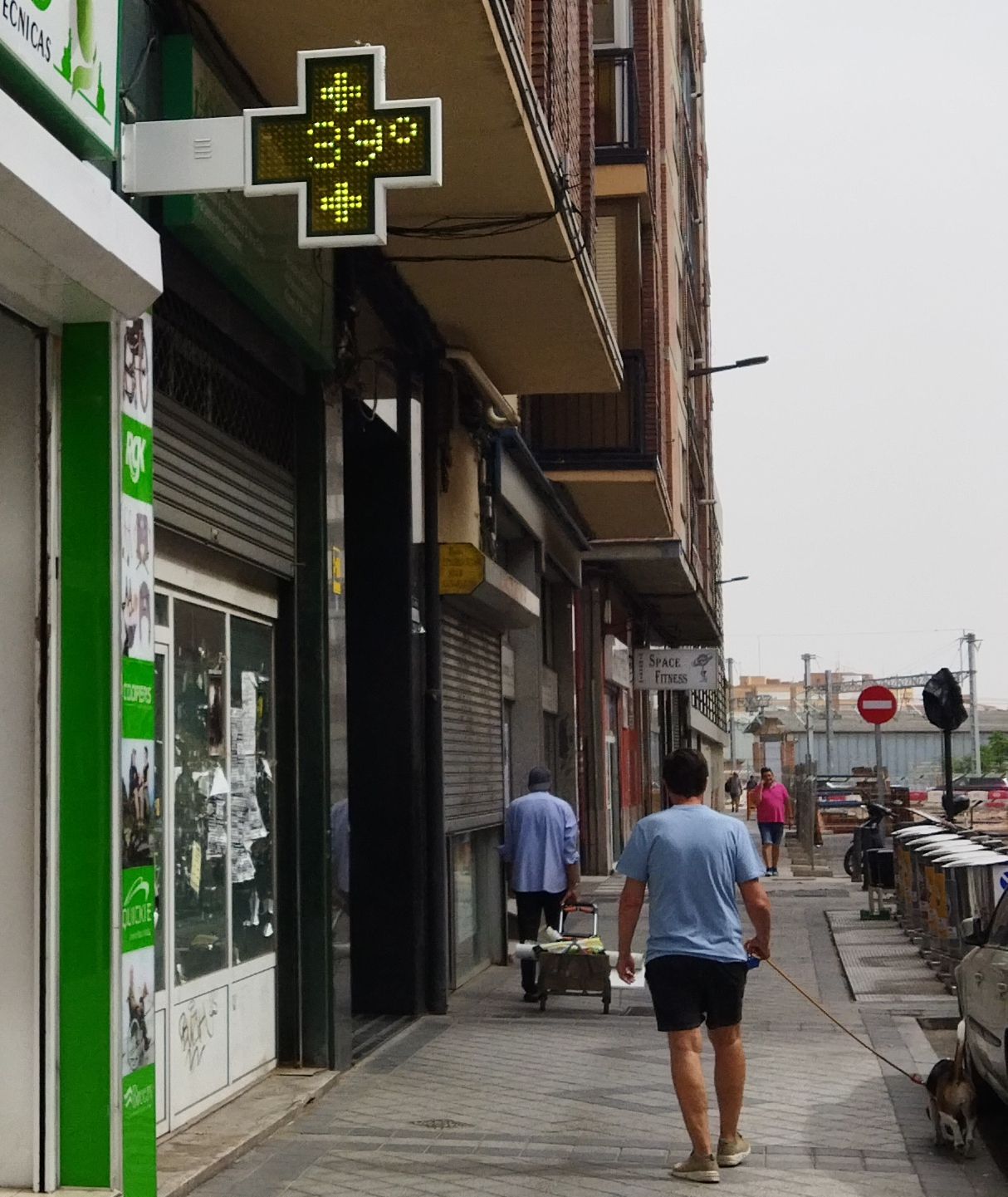
Termómetro marcando 39 °C en una calle de Valladolid el 15 de junio a las 17:17.

El 14 de junio, la ola de calor se extendió al sur de Galicia y el interior del Cantábrico. También continuaron las noches tropicales, con termómetros que no bajaban de los 20 °C en muchas provincias, destacando Jaén, donde se esperaba una mínima de 27 °C. Por otra parte, se pronosticó que el pico de la ola de calor se alcanzaría el viernes 17 de junio, fecha en que se romperán algunos récords de temperatura en ciudades como Zaragoza, Lérida y Córdoba. Los únicos puntos de España que se han librado hasta el momento de la ola de calor son Asturias, Canarias, y las ciudades autónomas de Ceuta y Melilla. En su comunicado diario, Aemet pronosticó el fin del episodio meteorológico para el sábado, debido a que la dana en el Atlántico, que inyecta aire caliente africano, se acerque a la península provocando inestabilidad y descenso de las temperaturas. En Vega de Valcarce, un peregrino alemán de 69 años falleció posiblemente por un golpe de calor mientras realizaba la etapa de Villafranca del Bierzo del Camino de Santiago. Rubén del Campo, portavoz de Aemet, declaró que se trataba de la ola de calor «más intensa para mediados de junio de, al menos, los últimos 20 años».
El 15 de junio, fue el primer día de aplicación de la "excepción ibérica" por la que el precio regulado de la energía eléctrica se calcula con el tope al gas para su generación. El PVPC es el Precio voluntario para el pequeño consumidor, por el que se pagará más en la factura eléctrica por la compensación a las centrales térmicas y el mayor uso del gas y el carbón en plena ola de calor. Cuando remita esta ola de calor tan inusual se verá si bajan las facturas referenciadas al PVPC, cuando no estén encendidos todos los aires acondicionados al mismo tiempo.
El 18 de junio, fue el último día de la ola de calor extraordinario que ha sufrido España entre el 11-12 y el 18 de junio, siendo "intensa, extensa y extraordinaria", según concluye la Agencia Estatal de Meteorología (AEMET), que destaca que, además, este episodio de calor en la primavera ha sido uno de los más tempranos en el país desde que hay registros.
El 20 de junio, lunes hasta las 12 horas el Ayuntamiento de Zaragoza prorrogó la alerta naranja del Plan de Emergencias de Protección Civil por ola de calor, que activó el martes 14 de junio, ante las altas temperaturas que afectaron a la ciudad, superando los 40 °C varios días y sin bajar de 25 °C algunas noches.
El 6 de julio, la Agencia Estatal de Meteorología (AEMET) publicó el informe con el detalle del mes de junio, destacando el intenso episodio cálido que se extendió desde el primer día del mes hasta el 19 de junio, con temperaturas tanto máximas como mínimas muy por encima de las normales y que fueron especialmente elevadas en los días centrales del mes, debido a una invasión de aire cálido procedente del norte de África. La ola de calor en la Península ibérica y las Islas Baleares entre los días 11 y 18 del mes de junio de 2022 es la de ocurrencia más temprana de la serie, igualando registros con la ocurrida el 11 de junio de 1981.

### Francia
El 16 de junio, Météo-France activó la alerta roja en 12 departamentos y la alerta naranja en otros 25 por ola de calor. Los departamentos en alerta roja son principalmente los situados en el suroeste, a lo largo de la costa atlántica, y el sur, mientras que la severidad es menor generalmente cuanto más al norte y este. Se trata de la ola de calor más precoz desde que se tienen registros, y la cuarta vez que se emite una alerta roja por calor desde que se activó el protocolo tras la ola de calor de 2003.
El 17 de junio, se activó la alerta roja en 14 departamentos, sumándose los Altos Pirineos y los Pirineos Atlánticos a los doce del día anterior. Asimismo, se activó la alerta naranja en 56 departamentos.

### Reino Unido
El 14 de junio, ante el pronóstico de altas temperaturas de la Met Office, la Agencia de Seguridad Sanitaria del Reino Unido (UKHSA) emitió alertas sanitarias de nivel 2 en varias regiones para el periodo comprendido entre la medianoche del jueves 16 y la medianoche del sábado 18. Las regiones afectadas fueron Londres, las Tierras Medias Orientales, Londres y el Este, Sudeste y Sudoeste de Inglaterra.
El 15 de junio, la UKHSA emitió alertas de nivel 3 para Londres, el Este y el Sudeste de Inglaterra, manteniendo las alertas de nivel 2 para las Tierras Medias Orientales y el Sudoeste de Inglaterra. Según las previsiones de la Met Office, el pico de calor llegaría el viernes, alcanzándose el umbral necesario para la consideración de ola de calor, antes de caer notablemente las temperaturas el sábado 18.
El 17 de junio, Londres superó los 32 °C en el día más caluroso del año hasta el momento. De acuerdo con Stephen Dixon, portavoz de la Met Office, las temperaturas de más de 30 grados «no son insólitas, pero no es habitual ver temperaturas tan altas en fechas tan tempranas». Dixon añadió que las temperaturas de ese mismo día serían las más altas desde verano de 2020.

### Suiza
El miércoles 15, se activó una alerta por ola de calor en el cantón italófono del Tesino. Al día siguiente, el jueves 16 de junio, los cantones francófonos de Ginebra y Vaud emitieron sendas alertas.
El día 16, la Oficina Federal de Meteorología y Climatología (MeteoSwiss) informó de que se habían medido temperaturas de entre 31 y 33 °C en el sur de los Alpes, el Valais central y la región del Leman, pero que solo se había sobrepasado el umbral para considerarse una ola de calor (temperatura media de 25 °C a lo largo del día) a nivel local.
El viernes 17 de junio, MeteoSwiss activó alertas naranjas y amarillas por ola de calor en la mayor parte del país. Se preveían temperaturas máximas de entre 32 y 37 °C entre ese mismo día y el martes siguiente en zonas de baja altitud del Valais y la Suiza romanda, y entre el sábado y el martes en la región de Basilea.

## Consecuencias

### España
En España es, tras la ola de calor de 1981, la ola de calor más temprana desde que se tienen registros. El episodio se inició el domingo 12 de junio de 2022, cuando en 47 estaciones de la red de la Agencia Estatal de Meteorología (Aemet), situadas en Andalucía, Extremadura y Castilla-La Mancha, se registraron temperaturas por encima de la cota de los 40 °C. Esta ola de calor le sigue a otros dos episodios climáticos relacionados del 2022 en España: la sequía generalizada en el invierno 2021-2022, y el mes de mayo más caluroso del siglo XXI.
El calor provocó que cientos de crías de vencejo abandonasen prematuramente sus nidos, precipitándose al suelo al no saber volar. La ONG sevillana Ecourbe, dedicada a la conservación de la biodiversidad, alertó de que en Córdoba y Sevilla se habían llegado a recoger hasta cien crías del suelo en un solo día.
Comisiones Obreras de Extremadura reclamó que se adelante la reducción de la jornada laboral de una hora menos para los trabajadores del sector de la construcción, ya que esta disminución se aplica a partir del 15 de julio hasta la quincena de agosto.
El 15 de junio, el Ayuntamiento de Madrid activó la alerta roja el protocolo de actuación por meteorología, dada la previsión de una conjunción de temperaturas por encima de 35 °C y rachas de viento de más de 55 km/h, y debido a ello cerró nueve parques de la capital española.

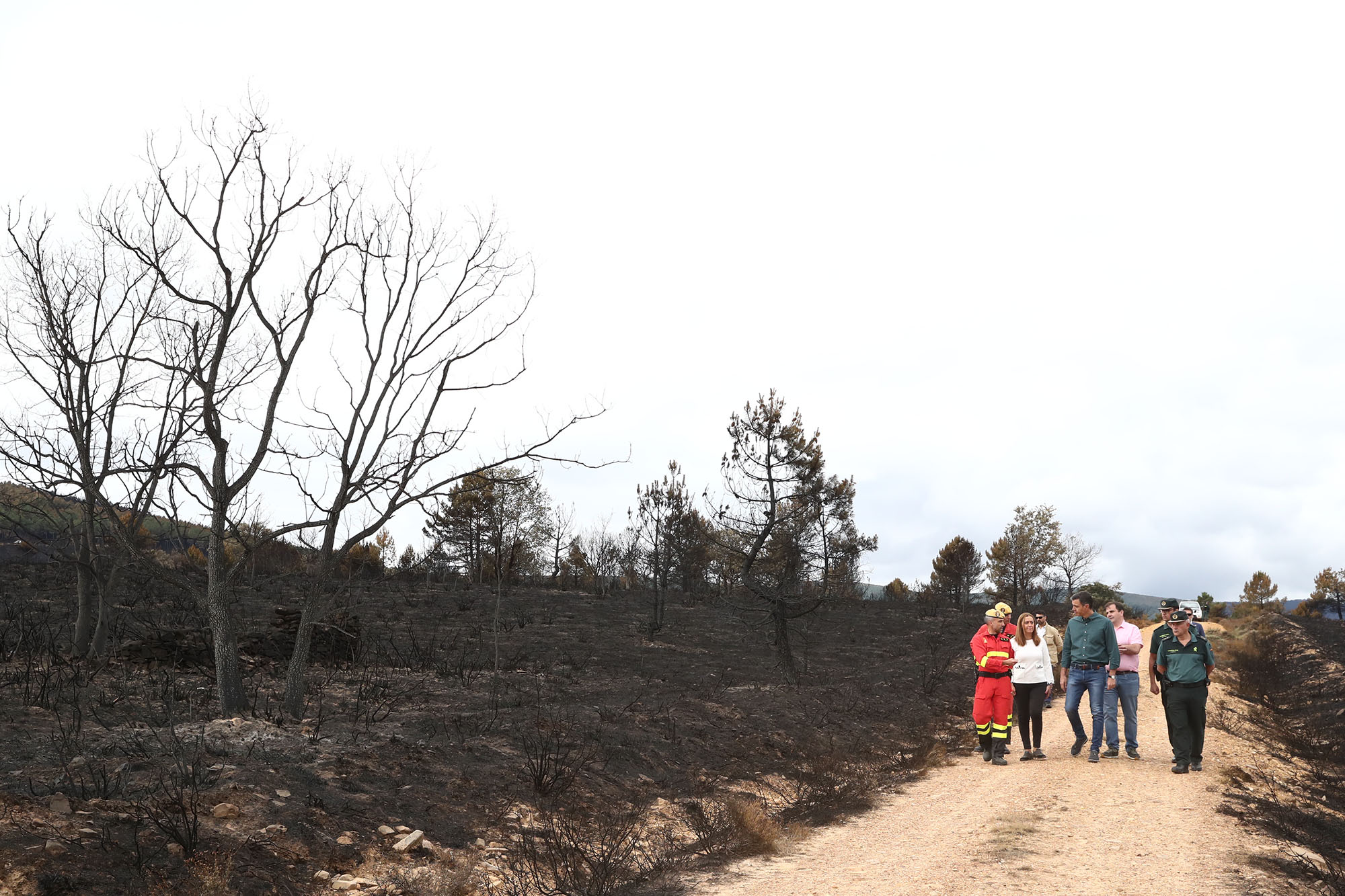
Terreno quemado en el incendio forestal de la sierra de la Culebra

Las altas temperaturas, junto con la sequía, crearon condiciones de riesgo extremo de incendios forestales en toda la España peninsular, salvo Galicia, la mayor parte de la raya con Portugal y puntos aislados del litoral. Un incendio en la sierra de la Culebra (Zamora) obligó a desalojar ocho municipios, mientras que otro incendio en la provincia de Toledo obligó a evacuar a 3200 personas del parque temático Puy du Fou España.
Las altas temperaturas en las escuelas dispararon los mareos y desmayos entre los niños. Familias, profesores y expertos solicitaron un plan para acondicionar los centros a las próximas olas de calor, que sufrirán si no se pone remedio para el próximo curso. El aire acondicionado debe ser el último recurso para bajar las temperaturas en las escuelas, colegios y universidades, pues es un acelerador del cambio climático, que en los próximos años provocará más a menudo olas de calor más extremas.
La Comunidad de Madrid gestiona 4 piscinas públicas en la capital. La intención hasta el jueves 16 de junio era mantenerlas cerradas hasta finales de junio. El baño en las piscinas alivia la sensación térmica tan desagradable que provoca el calor extremo, por lo que las quejas ciudadanas han hecho cambiar el plan de apertura de esas piscinas públicas a la consejera de Deportes, Marta Rivera de La Cruz, que ha pedido disculpas a los madrileños: “Es verdad que la ola de calor debería haber adelantado esa apertura”. Y ha anunciado que el año que viene abrirán a primeros de mes, como se hacía históricamente hasta el año 2019.
El lunes 20 de junio los hospitales de Zaragoza registraron un "pico inusual" de urgencias debido a la ola de calor. Hubo pacientes que tuvieron que esperar más de 60 horas para ser ingresados por falta de camas, con patologías provocadas en las personas mayores y crónicas por la prolongada ola de calor de la semana anterior. Esta nueva carga de trabajo debida a la ola de calor se suma a la que ya lleva soportando más de dos años el personal sanitario de Urgencias hospitalarias.

### Francia
En los doce departamentos franceses en alerta roja por ola de calor, el ministerio de Educación Nacional y Juventud estableció varias medidas de prevención. Entre ellas, permitió que los estudiantes de primaria y secundaria no asistieran a clase el viernes 17 de junio si los padres así lo quisieran.
Asimismo, varios departamentos han implantado restricciones a la actividad física al aire libre. La prefectura de Gers recomendó la anulación de cualquier actividad física o deportiva al aire libre. La prefectura de Gironda hizo un llamamiento a sus habitantes a no hacer deporte al aire libre, y prohibió cualquier manifestación pública en exteriores o en locales no climatizados. En Tarn se prohibió la retransmisión en pantalla gigante de la semifinal del campeonato de rugby Top 14 entre el Castres Olympique y el Stade Toulousain. Finalmente, varios departamentos, aun sin estar en alerta roja o naranja, han recomendado a los conductores reducir la velocidad en carretera.

### Italia
El norte de Italia sufrió la peor sequía de los últimos 70 años. Los caudales de los ríos Po y Tíber registraron niveles muy bajos para esta época del año, llegando el Po a niveles críticos.

### Reino Unido
El evento ecuestre Royal Ascot tomó la medida sin precedentes de relajar su código de vestimenta, permitiendo a los hombres quitarse los sombreros y las chaquetas después de la procesión real. También permitió que los espectadores entraran en el recinto con bebidas.